# Región estadística del Alentejo

Región estadística de Alentejo (NUTSII).

El Alentejo es una unidad estadística del centro-sur de Portugal. Literalmente, en portugués significa «más allá (além) del Tajo (Tejo)». Comprende íntegramente los distritos de Portalegre, Évora y Beja, y las mitades sur de los distritos de Setúbal y de Santarém. Limita al norte con la Región estadística del Centro y con la Región de Lisboa, al este con España, al sur con el Algarve y al oeste con el océano Atlántico y la Región de Lisboa. Área: 31 566 km² (34,3 % del país). Población (2011): 757 302 (7,2 % del país). Comprende 5 subregiones estadísticas:
- Alentejo Central.
- Alentejo Litoral.
- Alto Alentejo.
- Bajo Alentejo.
- Lezíria do Tejo (solo para efectos estadísticos, una vez que es parte de Ribatejo (en el centro del país), en termos históricos y culturales).

La región estadística de Alentejo comprende 58 municipios (18,8 % del total nacional).
Nótese que esta división no coincide con la región histórica y cultural de Alentejo. Tampoco sus límites coincíden con las antiguas provincias administrativas de Alto Alentejo y Baixo Alentejo. La Lezíria do Tejo sigue siendo referida como haciendo parte del Ribatejo y no como parte del Alentejo. Esta división estadística incluye los distritos de Évora, Beja, Portalegre, y la mitad sur del distrito de Setúbal (los municipios de ese distrito que forman parte de la subregión estadística del Alentejo Litoral, a saber: Alcácer do Sal, Grândola, Santiago do Cacém y Sines).

## Demografía
La población residente en la región estadística de Alentejo es de alrededor de 759.000 habitantes (2008), con un 49% hombres y 51% mujeres. Su territorio comprende más de un tercio del territorio nacional, pero solo el 7,2% de su población. También es la región con la mayor tasa de envejecimiento de la población, el 22,9% tiene 65 años de edad o más (mientras que el promedio nacional es del 17,5%).
La población va disminuyendo (sobre todo en el interior del Alentejo) por emigración a las ciudades. Prácticamente la única inmigración en Alentejo es de los europeos del norte que buscan escapar de sus países, ya sea permanentemente o por vacaciones en busca del sol portugués.